# Nobody's Child
«Nobody's Child» es una canción compuesta por Cy Coben y Mel Foree, grabada por primera vez por Hank Snow en 1949. La canción, cuya letra trata sobre un huérfano al que nadie quiere adoptar porque es ciego, ha sido versionada varias veces en el Reino Unido por artistas como Lonnie Donegan, en su primer álbum, que alcanzó el puesto dos en la lista UK Singles Chart; Tony Sheridan y The Beatles en 1961 durante su estancia en Hamburgo y en 1969 por Karen Young, que usó la canción como título de su álbum y llevó al sencillo al puesto seis de la lista de sencillos del Reino Unido. La versión de Traveling Wilburys en 1990 también entró en la lista, en el puesto 44.

## Versión de The Beatles
«Nobody's Child» fue grabada por The Beatles como The Beat Brothers, antes de saltar a la fama, respaldando al cantante Tony Sheridan. La canción fue publicada como cara B de dos sencillos de Polydor Records en 1964: «Ain't She Sweet» y «Sweet Georgia Brown». La canción también fue incluida en varios álbumes no oficiales del grupo: The Beatles' First, publicado en el Reino Unido en agosto de 1967; In the Beginning (Circa 1960), en Estados Unidos en mayo de 1970, y Very Together, en Canadá en octubre de 1969.

### Personal
- Tony Sheridan: voz
- John Lennon: guitarra rítmica
- Paul McCartney: bajo
- George Harrison: guitarra principal
- Pete Best: batería
- Peter Klemt: ingeniero de sonido

## Versión de Traveling Wilburys
«Nobody's Child» también fue versionada por el supergrupo Traveling Wilburys como tema principal del álbum benéfico Nobody's Child: Romanian Angel Appeal, publicado en julio de 1990. George Harrison, miembro de los Wilbury, había grabado anteriormente la canción como miembro de The Beatles en 1961 con Tony Sheridan. Otros miembros de los Traveling Wilburys fueron Bob Dylan, Jeff Lynne y Tom Petty. 

## Otras versiones
- Agnes Chan en su álbum de 1971 Will The Circle Game Be UnBroken.
- Irene Ryder en su álbum de 1971 Irene Ryder.
- Merle and Roy en su álbum de 1987 Requests.
- Majda Sepe grabó una versión en esloveno titulada "Sirota".
- The Alexander Brothers en 1964.[4]